# Uliczno
Uliczno – przysiółek wsi Jaźwina w Polsce, położony w województwie dolnośląskim, w powiecie dzierżoniowskim, w gminie Łagiewniki.
W latach 1975–1998 przysiółek administracyjnie należała do województwa wrocławskiego.